# Traplice
Traplice jsou obec v okrese Uherské Hradiště ve Zlínském kraji. Leží deset kilometrů severozápadně od Uherského Hradiště. Žije zde přibližně 1 200 obyvatel.

## Historie
První písemná zmínka o obci je v darovací listině krále Přemysla Otakara I. ze dne 27. listopadu 1228. Obec oslavila 20. srpna 1978 750. výročí založení a zároveň otevřela novou budovu základní školy. V roce 1976 byla postavena kuželna místo nevyhovujících šaten tělovýchovné jednoty. V roce 2003 oslavil místní hasičský sbor 100 let činnosti. V roce 2007 oslavila TJ Traplice 75 let. V roce 2009 byla dokončena výstavba kaple Panny Marie Růžencové financovaná výhradně ze sbírek mezi místním obyvatelstvem.

## Obyvatelstvo
| Rok            | 1869 | 1880 | 1890 | 1900 | 1910  | 1921  | 1930 | 1950  | 1961  | 1970  | 1980  | 1991  | 2001  | 2011  | 2021  |
| -------------- | ---- | ---- | ---- | ---- | ----- | ----- | ---- | ----- | ----- | ----- | ----- | ----- | ----- | ----- | ----- |
| Počet obyvatel | 604  | 687  | 754  | 848  | 1 004 | 1 037 | 989  | 1 210 | 1 321 | 1 305 | 1 197 | 1 102 | 1 126 | 1 130 | 1 115 |
| Počet domů     | 124  | 142  | 148  | 160  | 180   | 202   | 242  | 286   | 313   | 320   | 327   | 382   | 390   | 386   | 398   |

## Obecní správa

### Obecní symboly
Znak a vlajka byly obci uděleny rozhodnutím předsedy Poslanecké sněmovny Parlamentu České republiky dne 28. listopadu 2000.

## Společenský život
Samospráva obce od roku 2016 vyvěšuje 5. července moravskou vlajku.

## Pamětihodnosti
- Kaple Panny Marie Růžencové
- Pomník padlým v první světové válce
- Kříž – pomník padlých z první světové války, doplněný o oběti druhé světové války.
- Zvonice před novým obecním úřadem a zdravotním střediskem.
- Bývalý obecní dům, dnes knihovna, pošta, kadeřnictví a květinářství, z roku 1927.

## Další fotografie

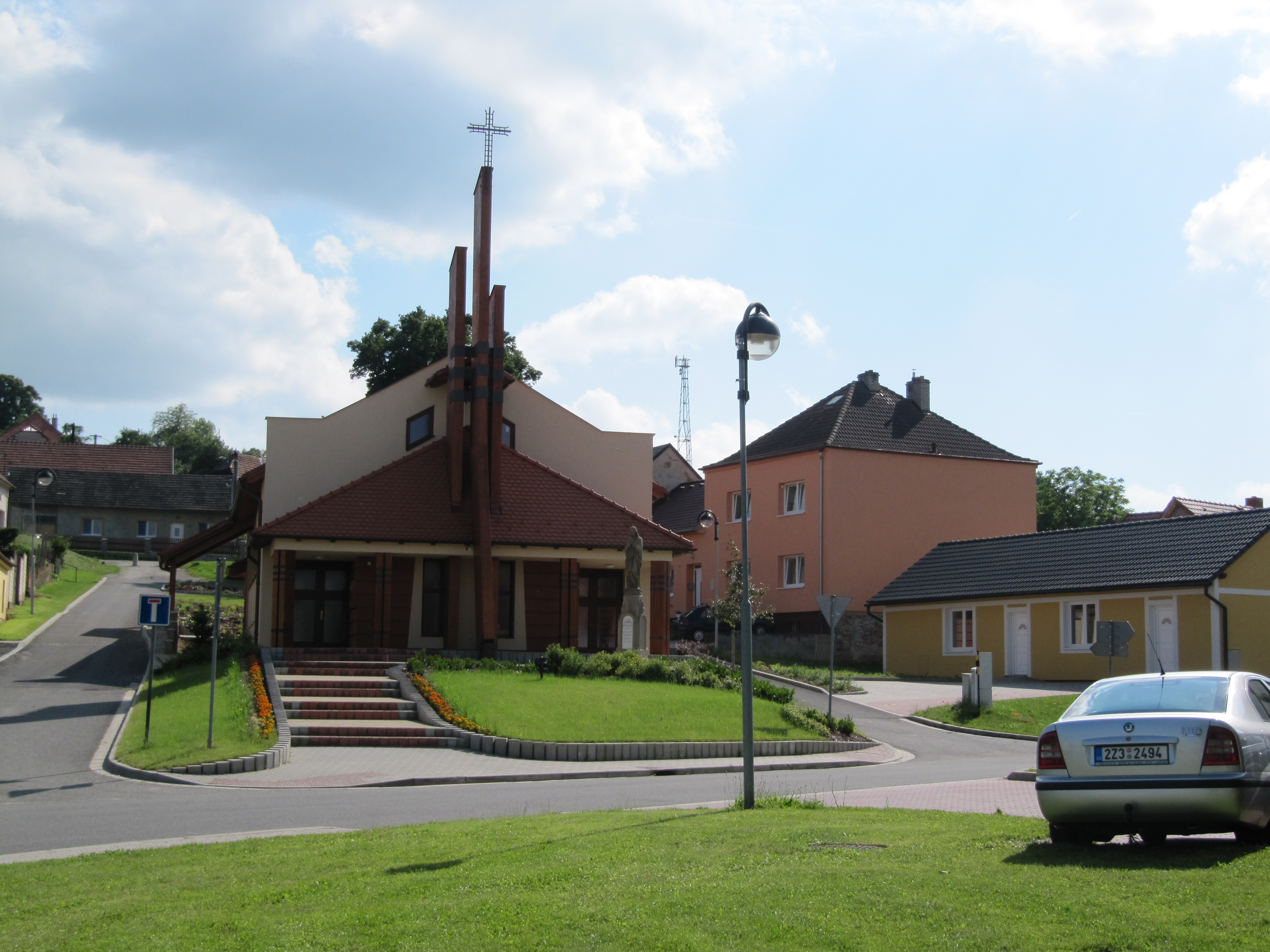
Kaple Panny Marie Růžencové z roku 2009
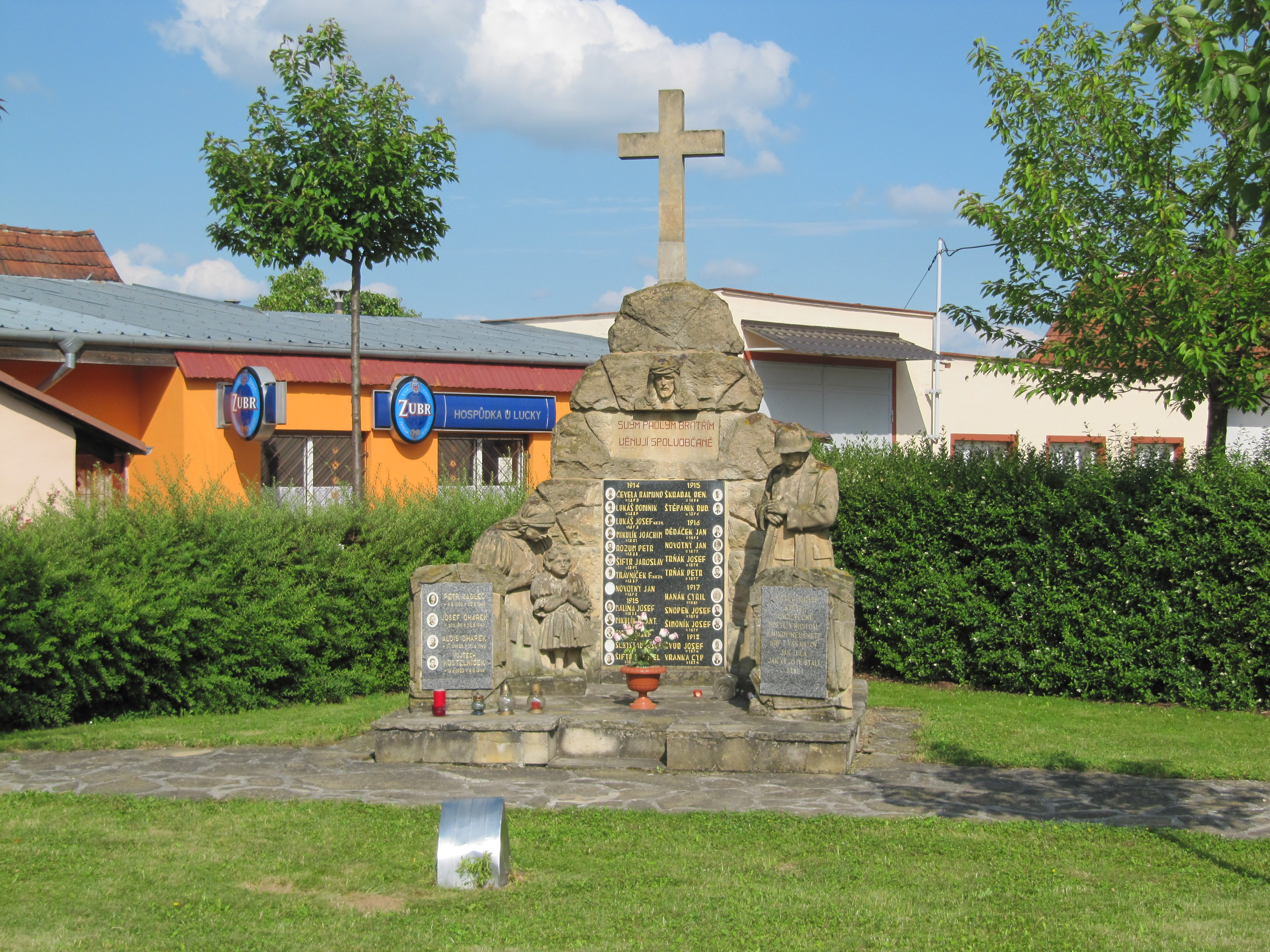
Pomník padlým v I. světové válce